# Анжелик Рокас
Анжелик Рокас (на английски: Angelique Rockas) е гръцка актриса, продуцент и активист, родена в Южна Африка и към момента живееща в Лондон, известна като пионер на мултинационални театрални представления през 80-те години на двадесети век в Лондон.
Името на нейната компания е Интернационален театър  (по-рано наричан „Нов интернационален театър“). „исторически пример за театрална работа, насочена към представителството по най-ценния начин“ Като актриса Rockas играе роли, които оспорват кастинг клишета.

## Биография
Анжелик Рокас е родена през 50-те години в Боксбург, Южна Африка, в семейството на Георг и Ставрола, емигранти от Пелопонес (Артемизия и Каламара). Има брат и две сестри.
Получава отличие по английска литература в Университета на Уитуотърсранд, Южна Африка, и учи актьорско майсторство в драматичната школа на Университета в Кейптаун.

## Театрална кариера
Рокас започва актьорската си кариера в Лондон в театъра Theatro Technis, където играе Медеа от Еврипид, и Йо от „Прикованият Прометей“ на Есхил. Двете пиеси са режисирани от Джордж Еугениу.
С нейната компания Интернационален театър, тя спечели достойни рецензии за нейната роля на Ема в „Лагерът“ на Гамбаро, мис Джули в пиесата на Аугуст Стриндберг, Ивет в „Майка Кураж и нейните деца“ на Бертолт Брехт, и Мириам във В бара на хотел в Токио на Тенеси Уилямс, Други роли включват: Кармен в „Балконът“ на Жан Жоне, и Татяна във Врагове на Максим Горки.
Les Archives du Spectacle 

## Филм и телевизия
Във филми, Рокас играе Хенриета във „Вещиците“ на Николас Ройг, Нереида в „О, Вавилон“ на Коста Ферис и жената техник в „Далеч от Земята“ на Питър Хайъмс.
В Гърция тя е известна с водещата си роля на г-жа Ортики в „Еммонес идеи“ (Idee Fixee), режисирана от Тодорос Марагос с участието на Вангелис Моурикис.

## Интернационален театър постановки
- „Балконът“ на Жан Генет[27][28]
- „Лагерът“ на Гризелда Гамбаро[29][30]
- „Майка Кураж и нейните деца“ от Бертолт Брехт[31]
- „Лиола“ от Луиджи Пирандело[32][33][34]
- „Токио хотел бар“ от Тенеси Уилямс[35]
- „Мис Джули“ от Аугуст Стрингберг[36][37]
- „Враговете“ на Максим Горки[38]
- Интернационален театър постановки Theatricalia.com
- Анжелик_Рокас  Les Archives du Spectacle

## Други дейности
Рокас е номинирана от Адамантиа Аниели от ЮНЕСКО за CID.
През 2025 г. Роксас започва създаването на своя Институт по изкуствата във Велико Търново. 

## Предмет на изследване и изследване
Анжелик Рокас театрален продуцент и теоретик: Международен театър  Архив на оригинала от 2021-10-16 в Wayback Machine.

## Специални интереси
Мода виж Дарение за музея Benakiki, Атина, Гърция и Fabric Art

## Архиви
- Британска библиотека, Анжелик Рокас / Международен театър Архив на оригинала от 2019-09-12 в Wayback Machine.
- Архив на British Film Institute; Кореспонденция: Elia Kazan, Derek Jarman, Lindsay Anderson, Costas Gavras
- Bertolt-Brecht-Archiv Akademie der Künste
- Greek Diaspora Archive-Angelique Rockas